# Havas József (orvos)
Havas József (Kolozsvár, 1899. szeptember 26. – ?) erdélyi magyar fül-orr-gégész, orvosi szakíró.

## Életpályája
Egyetemi tanulmányait Kolozsvárt végezte, bécsi és budapesti klinikákon dolgozott, a kolozsvári Park Szanatórium fül-, orr- és gégeosztályának vezető orvosa lett. A Paul Ehrlich Orvostudományi Egyesület választmányi tagja. Első segélynyújtás kézikönyve és a betegápolás ismerete című kötete (Kolozsvár 1926) népszerű volt. Beethoven siketségének tragédiája életében és műveiben című szaktudományi munkájában (Kolozsvár 1936) életrajzi adatokkal, sok levélidézettel, művekre való utalással, korábbi irodalom felhasználásával mutatja be Beethoven hallásának gyengülését, majd elvesztését.